# Maug Islands
Die Maug Islands (auch Maduch, Tunas, San Lorenzo oder Las Monjas) sind eine kleine, unbewohnte Inselgruppe im Pazifischen Ozean. Sie gehören geographisch zum Archipel der Marianen und politisch zum Commonwealth der Nördlichen Marianen.

## Geographie
Die Maug Islands liegen etwa 70 Kilometer südlich des Farallon de Pajaros und etwa 37 Kilometer nördlich der Insel Asuncion. Von Saipan, der Hauptinsel der Nördlichen Marianen, sind die Inseln gut 650 Kilometer entfernt. Die Inselgruppe besteht aus drei Inseln, die früher Teile eines Vulkans waren und heute eine Caldera mit einem Durchmesser von circa 2,2 Kilometer umgeben. Der Boden der Caldera liegt teilweise über 225 Meter unter dem Meeresspiegel. In der Mitte der Caldera befindet sich ein Berg, dessen Gipfel 22 Meter unter dem Meeresspiegel liegt. Die Inseln weisen zusammen eine Fläche von 2,13 km² auf und erreichen auf North Island eine Höhe von bis zu 227 Metern über dem Meer. Seit der Entdeckung durch Europäer wurden keine Vulkanausbrüche registriert.
Die einzelnen Inseln sind:
| Insel        | Länge (km) | Breite (km) | Fläche (km²) | Höhe (m) |
| ------------ | ---------- | ----------- | ------------ | -------- |
| North Island | 1,5        | 0,5         | 0,47         | 227      |
| East Island  | 2,25       | 0,5         | 0,95         | 215      |
| West Island  | 2,0        | 0,75        | 0,71         | 178      |
| Maug Islands | 3,1        | 3,0         | 2,13         | 227      |

Etwa 10 Kilometer nordwestlich der Maug Islands liegt das Supply Reef, ein submariner Vulkan, dessen Gipfel 8 Meter unter dem Meeresspiegel liegt. Die Maug Islands und das Supply Reef bilden zusammen ein Vulkanmassiv, das durch einen Sattel etwa 1800 Meter unter dem Meeresspiegel verbunden ist.

## Geschichte
Aus europäischer Sicht wurden die Maug Islands 1522 von Gómez de Espinosa entdeckt. Espinosa hatte an der Weltumseglung unter Ferdinand Magellan teilgenommen und nach Magellans Tod erfolglos versucht, mit dem Schiff Trinidad durch den Pazifik nach Mexiko zu gelangen. Zum Zeitpunkt der Entdeckung lebten 20 Chamorros auf der größten Insel der Maug Islands, die sie Mao oder Pamo nannten. Espinosa ließ auf der Insel einen Chamorro frei, den er zuvor auf der Insel Agrigan entführt hatte. Drei Besatzungsmitglieder der Trinidad desertierten. Zwei von ihnen wurden von Chamorros getötet; der dritte, Gonzalo Alvarez de Vigo, gelangte später nach Guam, wo er im September 1526 den spanischen Seefahrer García Jofre de Loaísa traf. 1669 suchte der spanische Missionar Diego Luis de Sanvitores die Maug Islands auf. 1695 wurden alle Bewohner zuerst nach Saipan, im Jahr 1698 dann nach Guam deportiert. Seit dieser Zeit sind die Maug-Inseln unbewohnt.
Von 1899 bis 1918 waren die Inseln, wie alle nördlichen Marianen, ein Teil der deutschen Kolonie Deutsch-Neuguinea, nachdem sie von Spanien an das Deutsche Reich verkauft worden waren. 1903 wurde die Insel an ein japanisches Unternehmen verpachtet. Es wurden Vögel gejagt, deren Federn über Japan nach Paris exportiert und dort zu Hutfedern verarbeitet wurden.
Zwischen 1919 und 1944 wurden die Maug Islands von Japan als Teil des Südseemandats verwaltet. In dieser Zeit existierte auf den Inseln eine Wetterstation und eine Anlage zur Verarbeitung von Fisch. Während des Zweiten Weltkrieges nutzte die Besatzung des deutschen Hilfskreuzers Orion im Januar und Februar 1941 die Caldera, um ihr Schiff zu überholen und um sich mit mehreren Versorgungsschiffen zu treffen.

## Natur
Die Inseln sind mit Gräsern, unter anderem Savannengras bewachsen; auf East Island wachsen auch Schraubenbäume (Pandanus) sowie Kokospalmen in der Nähe der ehemaligen Ansiedlung. In der Verfassung des Commonwealth der Nördlichen Marianen ist der Status der Insel als unbewohntes Gebiet, das dem Schutz und dem Erhalt der natürlichen Ressourcen dienen soll, festgeschrieben. Seit Januar 2009 sind sie Teil des Marianas Trench Marine National Monument der USA.